# Élato
En la mitología griega Élato o Elato (en antiguo griego  Ἔλατος, que sugiere «del abeto») es el nombre de dos personajes que se confunden, siendo a veces el mismo de manera implícita o explícita; uno tiene una versión arcadia y otra tesalia.

### Élato de Arcadia
Uno de los hijos de Árcade, cuya madre es conocida por Meganira, hija de Crocón, Crisopelía, una ninfa hamadríade, o bien Erato, una dríade. Fue hermano de Afidante y de Azán. Recibió como dominio el lote de Árcade de la región del monte Cilene. Más tarde emigró a la región que se acabaría llamando Fócide, y ayudó a unos nativos en su guerra contra los flegios. Fue el fundador epónimo de la ciudad de Elatea, y una estatua suya estaba situada en los mercados de Elatea.
Apolodoro dice que Élato se desposó con Laódice, hija de Cíniras, y esta le alumbró a Estínfalo y a Pereo. Pausanias dice que cinco fueron sus hijos, pero no menciona su consorte: Épito, Pereo, Cilén, Isquis y Estinfelo.

### Élato de Tesalia
Como ocurre con muchos héroes arcadios, Elato tiene una contrapartida en Tesalia, pero no se sabe si son el mismo personaje o no. En esta versión Élato es un soberano del pueblo de los lapitas, pero no se le conoce filiación. Élato fue padre de Cénide, del vidente Ámpico, de Isquis (que era amado por Corónide) y de Polifemo; sólo de este último se dice que su madre fue  Hipea, hija de Ántipo. Otros dicen que Élato también fue padre de una hija: Dotia, posiblemente epónima de Dotio (Tesalia);  acaso fuera la misma que la beocia Dotis, madre por Ares de Flegias.